# Mount Panorama

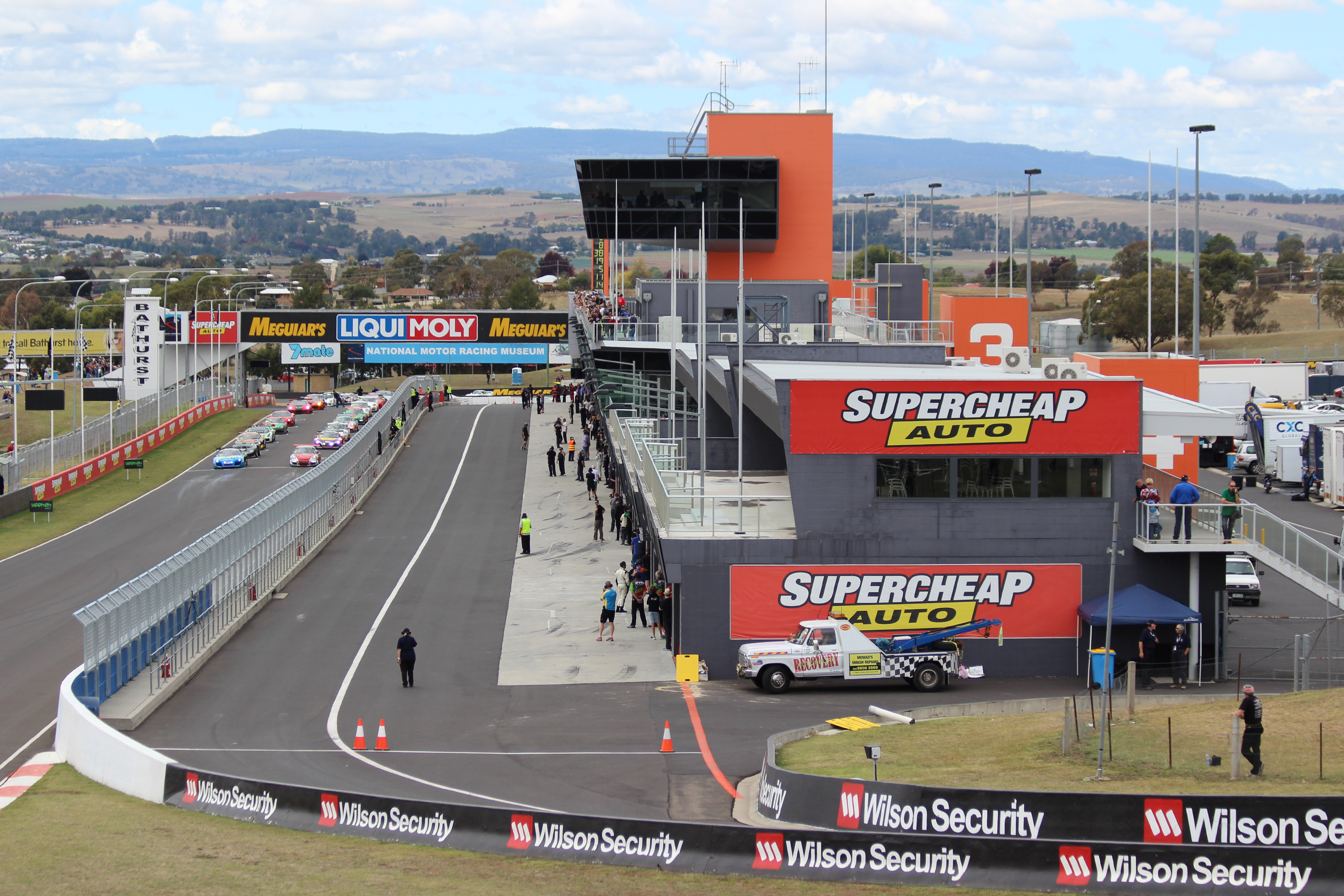
Boxes del circuito durante el Bathurst Motor Festival.

Mount Panorama Circuit, también conocido como Bathurst Motor Speedway, es un circuito de carreras de 6.213 metros de extensión situado en Bathurst, Nueva Gales del Sur, Australia. Se compone de dos rectas largas que superan el kilómetro, unidas en un extremo por dos curvas de 90 grados y en la otra por una serie de eses sinuosas y angostas.
A lo largo de su historia, ha albergado competencias de numerosos tipos de vehículos, tales como motocicletas, monoplazas, gran turismos y turismos. Entre ellas, se destacan las carreras de resistencia, en especial los 1000 km de Bathurst y las 12 Horas de Bathurst, así como el Gran Premio de Australia de automovilismo y motociclismo.

## Récords de vuelta
- V8 Supercar Championship Series: 2:08.4651 - Jamie Whincup (Ford Falcon BF).[4]
- Fujitsu V8 Supercar Series: 2:10.3724 - Warren Luff (Ford Falcon AU).[5]
- Campeonato Australiano de Carrera Cup: 2:10.2419 - Alex Davison (Porsche 911 997 GT3 Cup).[6]
- Campeonato Australiano de Gran Turismos: 2:12.6963 - Bryce Washington (Lamborghini Gallardo).[7]
- Campeonato Australiano de Fórmula Ford: 2:24.1300 - Jordan Ormsby (Van Diemen RF93).[8]
- V8 Utes: 2:39.2685 - Marcus Zukanovic (Ford Falcon BA XR8 Ute).[9]
- Campeonato Australiano de Fórmula Vee: 2:44.1467 - Benjamin Porter (Checkmate JP02).[10]
- Récord extraoficial: 2:03.8310 - Scott McLaughlin, Top Ten Shoot Out de 2017[11]
- Récord extraoficial: 1:59.35 - Christopher Mies (Audi R8 GT3)
- Récord extraoficial Fórmula 1: 1:48.8 - Jenson Button (McLaren-Mercedes MP4-23)